# Icosar
Icosarul sau irmilicul este o monedă de aur, emisă de Imperiul Otoman, între 1822 și 1838. Valora 20 de piaștri și a circulat și în Țările Române.

## Etimologie
Cuvântul românesc icosar este împrumutat din greacă ikosari.